# Gillis Congnet

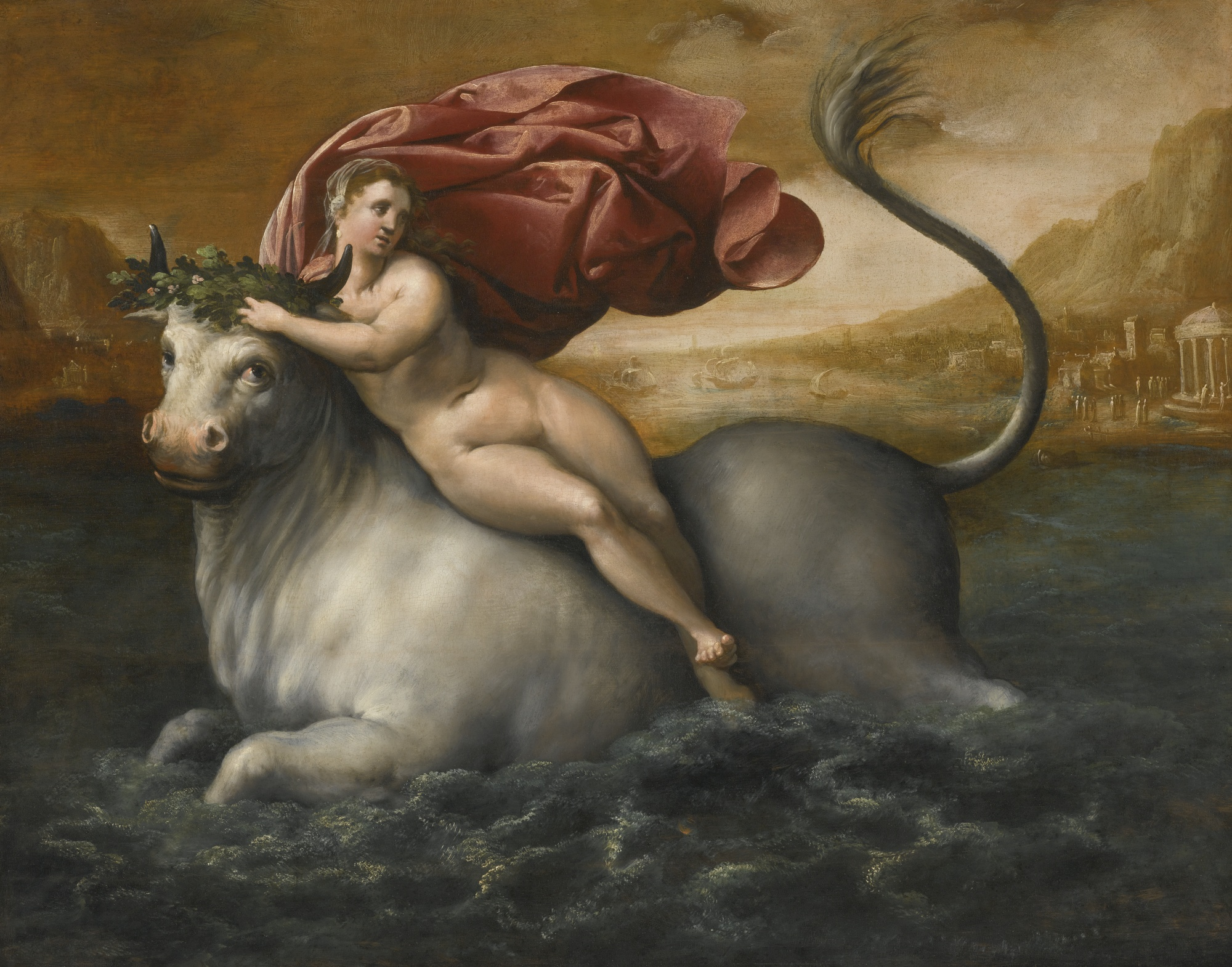
Il rapimento di Europa

Gillis Congnet, detto anche Gillis met de Vleck, Aegidius Quinetus, Coingnet, Quinet o Quinget (Anversa, 1542 – Amburgo, 27 ottobre 1599), è stato un pittore fiammingo.

## Biografia

Ritratto di Pierson La Hues

Figlio di orafo Gillis Coignet sr., Gillis Congnet apprende i primi rudimenti della sua arte presso la bottega di Lambert Wenslyns (attivo intorno al 1553) e probabilmente presso Antoon van Palermo (intorno al 1559), un mercante d'arte presso il quale, secondo Van Mander, soggiornò qualche tempo. Nel 1561 diviene membro della Corporazione di San Luca ad Anversa da dove parte poi per l'Italia. Giunge prima in Sicilia e poi passa per Terni dove realizza degli affreschi assieme ad un pittore di nome Stello.
Intorno al 1575 collabora con il più celebre incisore del suo tempo, Philipp Galle che qualcuna delle sue opere, ed in particolare Aenevm Saecvlvm e Les quatre ages de l'humanité. Si iscrive all'Accademia di Firenze nel 1568 ma dovrebbe essere rientrato ad Anversa nel 1570 in quanto è menzionato, fra quella data ed il 1585, sui registri della Corporazione di San Luca della quale diviene il decano nel 1585. Dopo qualche anno si trasferisce ad Amsterdam, della quale assume la cittadinanza nel 1589. Dopo qualche anno si trasferisce ad Amburgo dove morirà il 27 ottobre 1599.
Il suo passaggio in Italia, è testimoniato dalla grande influenza sulla sua tecnica operata dalle opere di Tiziano dal quale riprende lo stile vigoroso come ad esempio nel ritratto di Pierson la Hues (1581; Anversa, Musée des Beaux Arts).
Karel van Mander gli riconobbe un talento eccezionale ed apprezzò particolarmente le sue scene notturne che l'artista era solito dipingere con leggeri tocchi d'oro. Soltanto una di queste scene è però a noi pervenuta, ed è "Une Loterie à Amsterdam" (1592 ; Amsterdam, Rijksmuseum) oltre al "Saint Georges" (1581; Anversa, Musée Royal des Beaux Arts) citato da Van Mander.

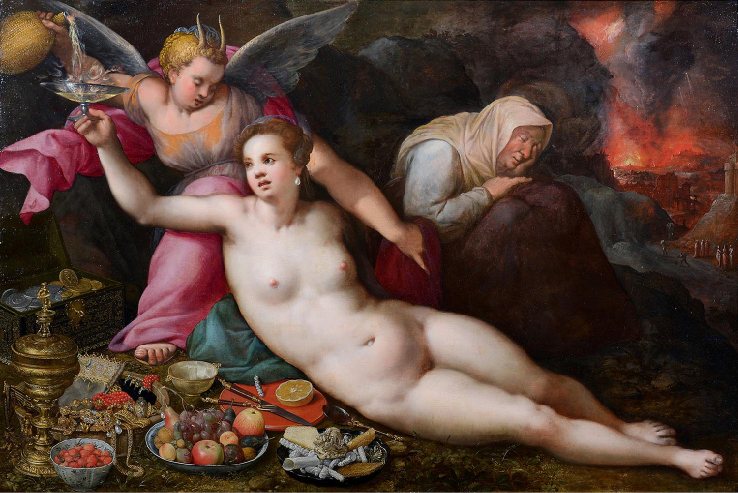
Allegoria della vanitas, luxuria e caduta dell'umanità, collaborazione con Georg Flegel

Seppe avvalersi della collaborazione di artisti di talento come Cornelis Molenaer (1540-1589) e Tobias Verhaecht (1561-1631 - primo maestro di Peter Paul Rubens), per dipingere i fondi dei suoi paesaggi. Il corpus dell'opera autentica di Gillis Congnet è particolarmente debole poiché si sa che egli amava fare passare per sue diverse opere dei suoi allievi dopo avere aggiunto alcune pennellate. Il manierismo di questo artista sarà reinterpretato, alcuni anni più tardi da uno dei suoi migliori allievi, Cornelis van Haarlem (1562-1638).

## Musei che espongono le sue opere
(lista non esaustiva)
- Musée du Louvre Parigi (Francia)
- Rijksmuseum Amsterdam (Paesi Bassi)
- Musée Royal des Beaux Art Anversa (Belgio)
- Musei vaticani Roma (Italia)

## Opere
(lista non esaustiva)

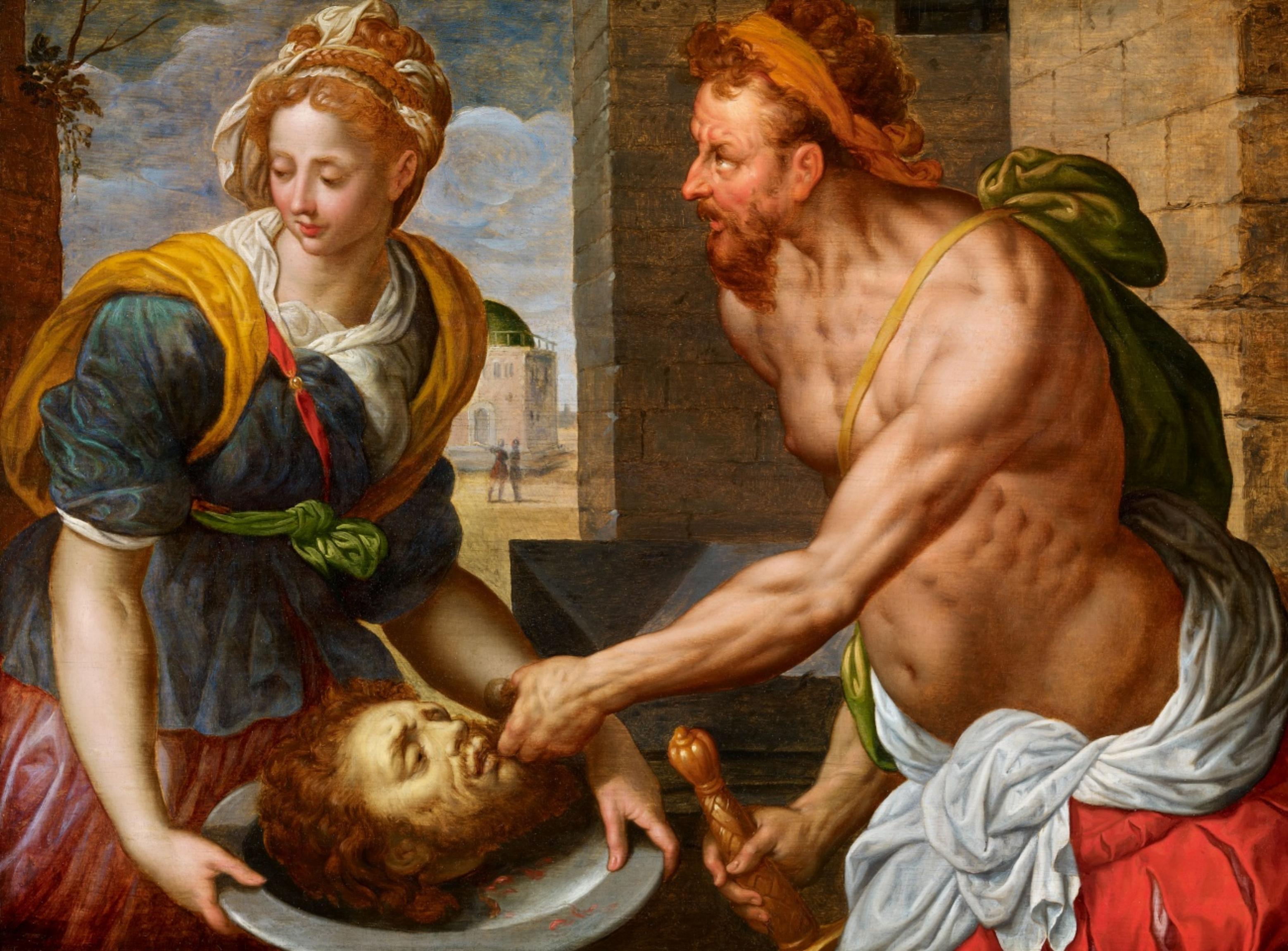
Salomè con la testa di Giovanni Battista

- Ritratto in piedi di "Pierson La Hues" (vedere sopra)
- La tentation dans le jardin d'Eden
- Le Christ parmi les oiseaux et les abeilles
- Judith montrant la tête d'Holopherne aux habitants de Béthulie
- Marie-Madeleine (vedere dettaglio sopra)
- Callisto (a fianco)
- Allégorie de la vanité firmato : Coingnet
- Saint-Pierre signée : Coingnet (a fianco)
- Saint-Jean l'évangélisateur à Patmos (Tobias Verhaecht - Gillis Congnet)